# Pagurixus haigae
Pagurixus haigae is een tienpotigensoort uit de familie van de Paguridae. De wetenschappelijke naam van de soort is voor het eerst geldig gepubliceerd in 2007 door Komai & Osawa.